# De Ojo
de Ojo es el nombre de una variedad cultivar de manzano (Malus domestica). Esta manzana estuvo cultivada en la colección de la Estación Experimental Aula Dei (Zaragoza). Esta manzana es una variedad de manzanas antiguas autóctonas de la provincia de La Coruña, actualmente ha descendido su interés comercial donde tenía su principal ámbito de cultivo en Galicia.

## Sinónimos
- "Manzana de Ojo",[5][7][8]
- "Maceira de Ollo".

## Historia
La variedad de manzana 'de Ojo tiene su origen en la Provincia de La Coruña de la comunidad autónoma de Galicia.
Variedad que ha bajado su interés comercial en la provincia de La Coruña con respecto a periodos anteriores donde tuvo una gran difusión, que ha sido desplazado su cultivo por las nuevas variedades selectas foráneas que se distribuyen por los grandes circuitos de comercialización.

## Características
El manzano de la variedad 'de Ojo' tiene un vigor medio; porte enhiesto, con vegetación muy tupida, hoja pequeña; tubo del cáliz pequeño y triangular, y con los estambres situados por su mitad.
La variedad de manzana 'de Ojo' tiene un fruto de tamaño medio a pequeño; forma globosa característica, más ancha la parte del ojo que la del pedúnculo, contorno levemente irregular; piel fina, suavemente grasa; con color de fondo verde amarillo, importancia del sobre color bicolor, color del sobre color rosa y rojo, distribución del sobre color en chapa/pinceladas, presentando chapa en rosa vivo o suavemente cobriza con pinceladas irregulares en forma barreada de rojo vivo a ciclamen que recubren gran parte del fruto, acusa un punteado abundante, más o menos visible, ruginoso o del color del fondo, y con una sensibilidad al "russeting" (pardeamiento áspero superficial que presentan algunas variedades) débil; pedúnculo corto, semi-grueso, anchura de la cavidad peduncular estrecha, globosa, profundidad cavidad pedúncular generalmente poco profunda, fondo con chapa ruginosa de un verde mezclado con canela que con frecuencia rebasa la cavidad, y con una importancia del "russeting" en cavidad peduncular media; anchura de la cavidad calicina amplia, profundidad de la cavidad calicina de poca profundidad, fondo fruncido y con leve ruginosidad, bordes ondulados o mamelonados, y con importancia del "russeting" en cavidad calicina débil; ojo de tamaño medio y cerrado; sépalos triangulares, muy compactos en su base, de puntas agudas, erguidas, convergentes o entrecruzadas, verdosos y con suave tomentosidad grisácea.
Carne de color crema con puntos verdosos y amarillo intenso junto a la epidermis; textura crujiente, fundente, jugosa pero a veces se vuelve un poco harinosa; sabor agradable, acidulada, aunque a veces deja una tenue astringencia; corazón pequeño, desplazado hacia el ojo, bulbiforme o ausencia de líneas que lo enmarcan; eje entreabierto; celdas alargadas, redondeadas y muy puntiagudas en su inserción; semillas pocas y de forma variada, algunas abortadas.
La manzana 'de Ojo' tiene una época de maduración y recolección muy tardía, en invierno, su recolección se lleva a cabo a mediados de diciembre. Se usa como manzana de mesa fresca de mesa y en la cocina. Aguanta conservación en frío hasta cuatro meses.